# HS Produkt
HS Produkt d.o.o. är ett bolag och vapentillverkare med säte i Karlovac i Kroatien. Företaget är ett av världens största pistoltillverkare och exporterar 97 procent av sin produktion till USA. Med omkring 1 500 anställda år 2018 är HS Produkt den största arbetsgivaren i Karlovacs län. Företagets eldvapen, däribland pistoler och automatkarbiner, används bland annat av den kroatiska polisen och landets militär.

## Historia och produkter
Företaget grundades år 1991 i Ozalj och kallades då IM Metal. År 2000 förlades tillverkningen till närliggande Karlovac och år 2001 bytte företaget namn till HS Produkt. År 2001 tecknade HS Produkt ett långtgående och exklusivt avtal med den amerikanska vapentillverkaren och återförsäljaren Springfield Armory som placerade dess mest kända produkt (pistolmodellen HS2000) på den amerikanska marknaden.

## Produkter (urval)
PHP som tillverkades åren 1991–1994 var den första halvautomatiska pistolen som företaget producerade. Den baserades på Walther P38 och hade vissa gemensamma egenskaper med Beretta 92. PHP liksom företagets andra pistolmodell HS95 tillverkades under det kroatiska självständighetskriget (1991–1995) och för det kroatiska försvarsdepartementets behov. 
Företagets mest kända och tillika mest framgångsrika produkt är den halvautomatiska pistolserien HS2000 som i USA säljs på licens av vapentillverkaren Springfield Armory under namnet Springfield Armory XD. Den började tillverkas år 1999 och vann snabbt internationell ryktbarhet för sin kvalité. National Rifle Association (NRA) utsåg modellen till den bästa pistolen i USA åren 2003, 2006, 2009, 2013, 2018 och 2020. HS2000 har därtill tilldelats ett NATO Stock Number (NSN) vilket innebär att pistolmodellen ingår i Nato-ländernas standardiserade vapensystem.
Automatkarbinen VHS introducerades år 2007 och användes av den kroatiska kontingenten som ingick i den multinationella styrkan i Afghanistan åren 2001–2014 (se International Security Assistance Force).
Företagets produkter har genom åren implementerats av flera länders brottsbekämpande organ. HS Produkts pistoler och automatkarbiner används bland annat av militär- och polisväsendet i Albanien, Bosnien och Hercegovina, Frankrike, Indonesien, Irak, Jordanien, Malaysia, Nordmakedonien, Polen, Togo, Tunisien, Vietnam och USA. Under perioden 2001–2019 hade HS Produkt sålt mer än 5 miljoner pistoler över hela världen.